# 自助里
22°40′29.6″N 120°17′09.6″E / 22.674889°N 120.286000°E
自助里位於左營區西南方，是高雄市左營區轄下的行政區，自助里里長劉淯騰。自助里位於左營區與鼓山區交接，面積約為0.4107平方公里，行政區包含鄰數7鄰，戶數1,376戶，人口數2,191人（至民國112年10月為止）。

## 地理
本里行政區域東跨左營大路與埤西里、果貿里為界，西鄰海軍軍區，南界鼓山區前峰里，北接崇實里。

## 聚落歷史
本里原為日據時期之軍眷住宅區，於本省光復後，由海軍接管，分配軍眷居住，分別命名為「自助新村」及「勵志新村」。
在行政上初轄於高雄市左營區埤西里，至民國39年6月1日，因戶口漸漸增多，從埤西里劃出，另成立一里，名為「自助里」。
里轄內分為「自助新村、勵志新村、東自助新村及左營大路公寓」。住戶原為現役軍人、退伍軍人及其眷屬，因於民國76年5月以後，陸續在左營大路新建四棟公寓大樓，有一般民眾與軍人眷屬混合居住。

## 教育

### 海青工商
海青工商創立於1949年，前身為南京市海軍青年子弟學校。著名校友包括：2016年里約奧運女子舉重53公斤級金牌得主許淑淨、前行政院院長林全。

### 永清國小
前身為海軍子弟學校，民國38年自南京遷至高雄。

## 文化資產

### 舊城東門
名為鳳儀門，建成於1722年。現為中華民國國定古蹟。